# Justicia cydoniifolia
Justicia cydoniifolia é uma espécie de planta do gênero Justicia e da família Acanthaceae.

## Taxonomia
A espécie foi descrita em 1895 por Gustav Lindau.
Os seguintes sinônimos já foram catalogados:  
- Adhatoda cydoniifolia  Nees
- Acelica trimerocalyx  Rizzini
- Acelica cydoniifolia  (Nees) Rizzini
- Ecbolium cydoniifolium  (Nees) Kuntze

## Forma de vida
É uma espécie terrícola e trepadeira.

## Descrição
| Caule                                                            | Caule                                                                                   |
| ---------------------------------------------------------------- | --------------------------------------------------------------------------------------- |
| forma de crescimento                                             | escandente                                                                              |
| tipo de tricoma e indumento                                      | simples e glabrescente/simples e piloso                                                 |
| característica caulinar diferenciada                             | tricoma em banda longitudinal/sulco longitudinal/região nodal ( superior ) dilatada     |
| Folha                                                            |                                                                                         |
| filotaxia                                                        | oposta - decussada                                                                      |
| pecíolo                                                          | maior ou igual a 4 milímetros de comprimento                                            |
| forma da lâmina                                                  | elíptica/ovada                                                                          |
| Inflorescência                                                   |                                                                                         |
| tipo de agrupamento                                              | tirso espiciforme simples ( axilar ou terminal )                                        |
| disposição das flor                                              | címula uniflora ( monocásio / secunda )                                                 |
| bráctea fértil (forma)                                           | obovada                                                                                 |
| bráctea fértil (cor)                                             | verde                                                                                   |
| Flor                                                             |                                                                                         |
| cálice                                                           | 5 - lobado com lobo subiguais                                                           |
| tipo de tricoma no cálice                                        | simples curto                                                                           |
| tipo de corola                                                   | lábio inferior côncavo ( falso personada )                                              |
| comprimento do tubo da corola ( porção não expandida )           | menor ou igual ao tamanho total do cálice ( geralmente 1 / 4 do comprimento da corola ) |
| forma do lábio superior da corola                                | cimbiforme/cuculado                                                                     |
| cor do lobo lateral do lábio inferior da corola ( internamente ) | lilás                                                                                   |
| cor do palato ( internamente )                                   | branco/lilás                                                                            |
| posição das teca quanto ao conectivo                             | subigual                                                                                |
| teca                                                             | 2 fértil e mútica                                                                       |
| Fruto                                                            |                                                                                         |
| cápsula ( forma )                                                | clavada                                                                                 |

## Conservação
A espécie faz parte da Lista Vermelha das espécies ameaçadas do estado do Espírito Santo, no sudeste do Brasil. A lista foi publicada em 13 de junho de 2005 por intermédio do decreto estadual nº 1.499-R.

## Distribuição
A espécie é encontrada nos estados brasileiros de Espírito Santo, Minas Gerais, Paraná e Rio de Janeiro.
A espécie é encontrada no domínio fitogeográfico de Mata Atlântica, em regiões com vegetação de floresta ombrófila pluvial.